# Bataille de Dojran (1918)
Pour les articles homonymes, voir Bataille de Doiran.
Première Guerre mondiale
Batailles
Front des Balkans
- Front austro-serbe : Campagne de Serbie (7-1914)
- Campagne de Serbie (10-1915)
- Le Cer (8-1914)
- La Kolubara (9-1914)
- Salonique (10-1915
- Krivolak (10-1915)
- Kosovo (11-1915)
- Kosturino (12-1915)
- 1re Doiran (8-1916)
- Strymon (8-1916)
- Kaïmatchalan (9-1916)
- 1re Monastir (9-1916)
- 2e Monastir (3-1917)
- 2e Doiran (4-1917)
- Skra-di-Legen (5-1918)
- Vardar (9-1918)
- Dobropolje (9-1918)
- 3e Doiran (9-1918)
- Uskub (9-1918)
- Campagne de Serbie (9-1918)

Front d'Europe de l'Ouest
Front italien
Front d'Europe de l'Est
Front africain
Front du Moyen-Orient
Bataille de l'Atlantique
La troisième bataille de Dojran (ou Doiran) est une bataille qui a opposé, entre le 18 et le 19 septembre 1918, les forces grecques et britanniques aux troupes du royaume de Bulgarie, près du lac de Dojran, dans le cadre de la Première Guerre mondiale et des combats du front macédonien. Les troupes bulgares repoussent les attaques alliées mais finissent par se replier à la suite de leurs défaites sur d'autres secteurs.

## Le Front bulgare à l'automne 1918

### Les motivations bulgares en 1918
Le royaume de Bulgarie est sorti déçu des clauses de la paix de Bucarest. Dans ce contexte, l'armée bulgare, sous équipée et sous alimentée, est l'objet de tendances pacifistes et ses effectifs sont amoindris par les désertions qui la gangrènent.

### Antécédents

Carte topographique moderne

Dès le mois d’août, des projets de rupture du front d'Orient sont préparés, Franchet d'Espérey se fixe alors comme objectif la gare de Gradsko, point nodal des communications bulgares.
Préparant son offensive avec soin, parfaitement renseigné par les reconnaissances aériennes, il est conscient de la nature linéaire du dispositif germano-bulgare que ses unités doivent affronter : une fois la « croûte » cassée, une guerre de mouvement est censée permettre la dislocation de ce dispositif peu profond. Le choix des unités chargées de l'exploitation est alors primordial, et les unités serbes sont chargées de la mener au mieux.
Les concentrations sont opérées de manière à éviter la confrontation directe entre les unités serbes et les unités bulgares, les armées serbes participant au choc opéré sur des unités bulgares affaiblies.
La préparation militaire de Franchet d'Esperey se double d'une préparation diplomatique auprès des alliés de la France; la Grande-Bretagne et l'Italie sont consultées sur la conduite des opérations et le commandant du Front d'Orient obtient, le 10 septembre, un accord pour lancer les opérations quand il le souhaite. Cette préparation n'est pas ignorée par les services de renseignement des puissances centrales, notamment l'Evidenzbureau.
Dans le plan général, la manœuvre principale est prévue vers la région d'Uskub : les troupes serbes et françaises attaquent la Bulgarie en Macédoine par la vallée du Vardar. Un peu plus à l'est, Grecs et Britanniques feront de même un peu plus à l'est, en Thrace, mais il s'agit essentiellement d'une  opération de diversion, destinée à fixer les unités germano-bulgares et empêcher leur transfert vers d'autres portions du front. Le commandement est confié à George Milne, et le but initial est prendre d’assaut les positions bulgares situées sur les collines à l'ouest du lac de Dojran.
À l’automne 1918, c'est la troisième fois que les Alliés tentent de prendre le contrôle de la région de Dojran. En 1916, une première offensive anglo-française a déjà été repoussée et, en 1917, une autre attaque, menée cette fois par les seuls Britanniques, a également échoué à prendre la ville. De fait, la région est bien fortifiée et les positions bulgares ont été renforcées par des ingénieurs en 1916-1917. De plus, le relief difficile de la région est favorable à la défense bulgare ; mais, comme l'avoue Hertling, alors chancelier du Reich, au mois d’août, les Puissances centrales ne sont pas en mesure de reconstituer leurs réserves, réduites à la portion congrue.

## Les opérations militaires

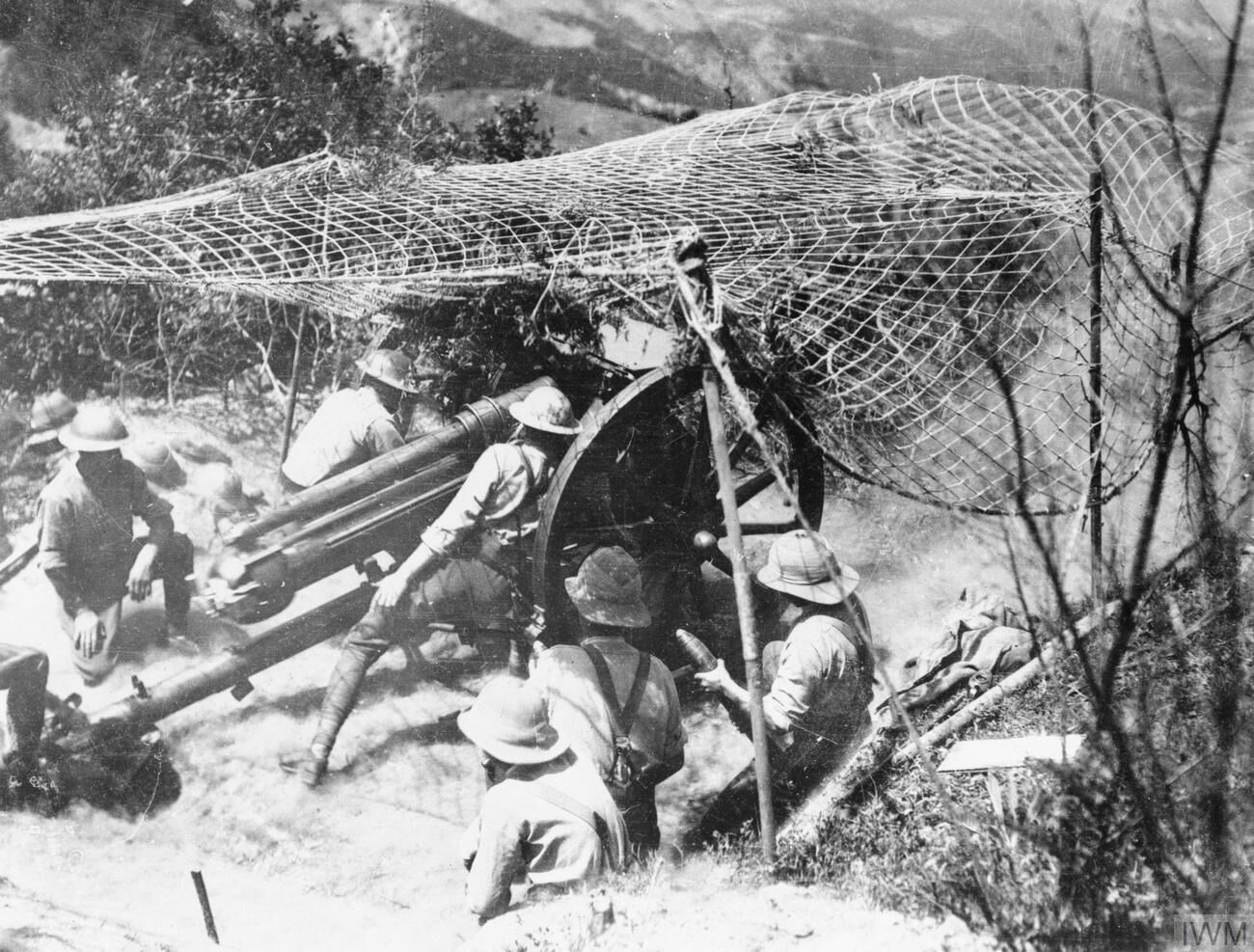
Artillerie britannique à Dojran.

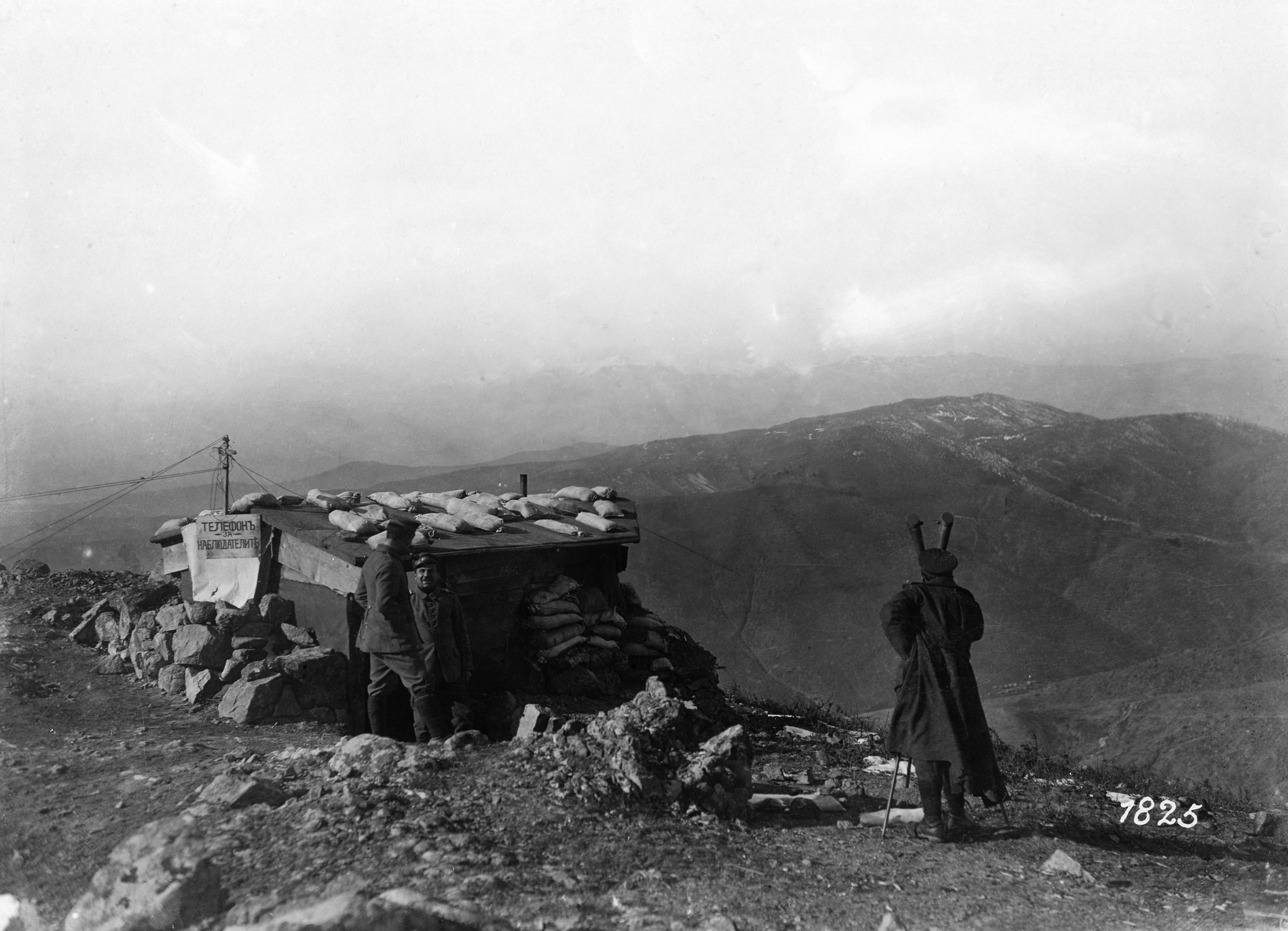
Miliitaires bulgares.

Dès le premier jour, les unités majoritairement françaises et serbes de l'axe ouest (la vallée du Vardar) lancent des assauts conformément aux objectifs qui leur sont désignés. La rupture est rapidement obtenue, Gratdsko est atteinte le 24 septembre, tronçonnant l'armée bulgare en deux, lui donnant les moyens de rapidement contrôler Uskub, puis, de là, de menacer à brève échéance soit le Danube, soit la Thrace turque.
Plus à l'est, du côté des collines de Dojran, l'assaut initial est mené par la XXIIe et la XXVIe divisions britanniques ainsi que par la division crétoise. Alors que ces troupes gravissent les collines, elles sont soumises à un feu nourri venu des lignes bulgares, sont repoussées et subissent de lourdes pertes. Les Alliés prennent ensuite d’assaut le Pip Ridge mais les Bulgares retranchés dans les fortifications de la colline abattent un grand nombre d’hommes et seuls 20 à 30 % d’entre eux atteignent finalement les tranchées. Malgré cela, les Alliés parviennent à prendre les deux premières tranchées bulgares. Dans le même temps, un régiment grec est refoulé sur la droite. Le régiment des South Wales Borderers atteint la colline de Grand Couronné et attaque la défense bulgare. Bien que six fois moins nombreux, les Bulgares continuent néanmoins à se battre avec acharnement.

## Pertes humaines

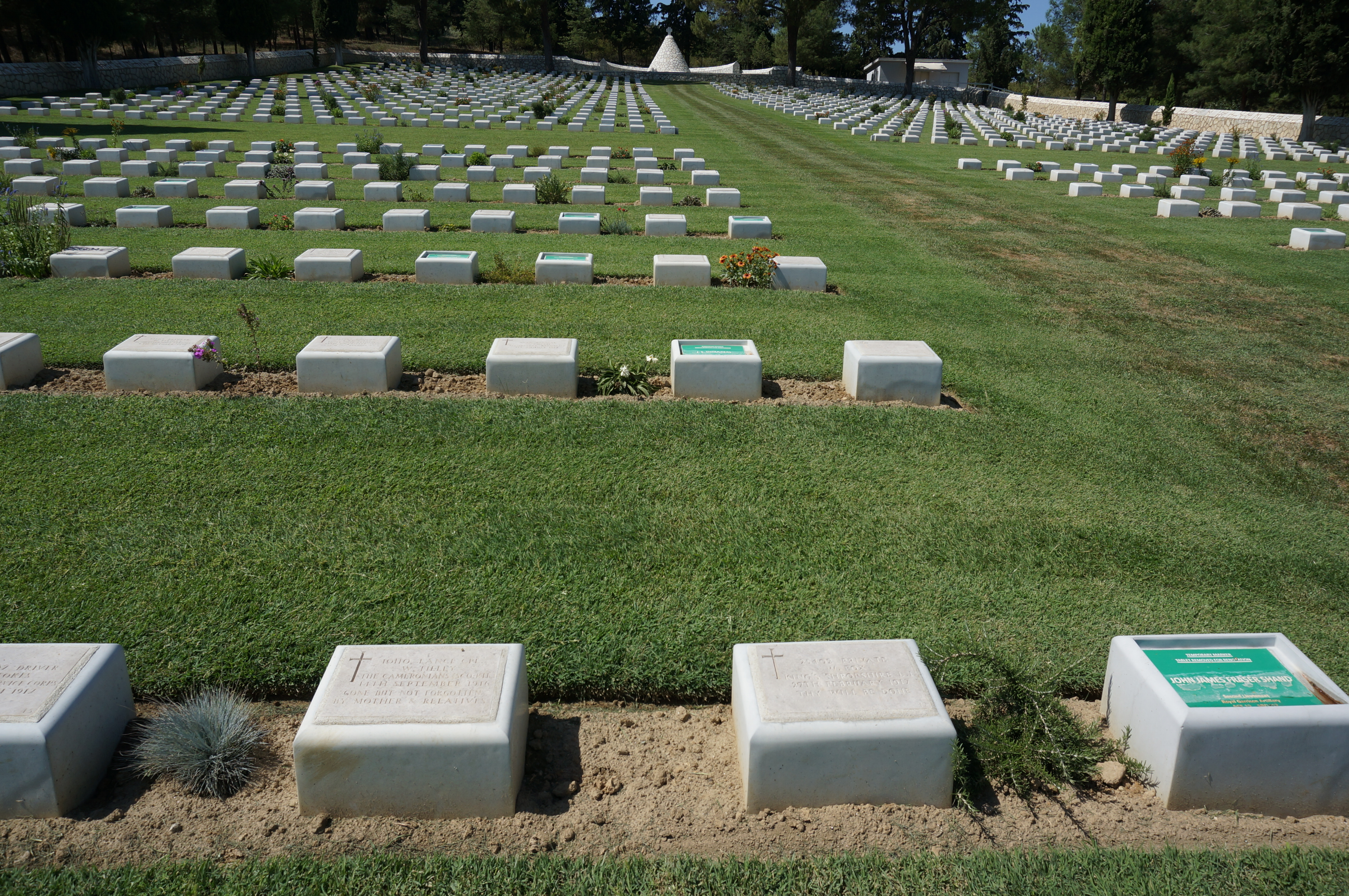
Cimetière britannique à Polykastro des batailles de Dojran.

Durant les combats, les Alliés perdent 6 000 soldats tandis que les Bulgares ne comptent que 494 victimes. Les Alliés croyaient en effet que les positions bulgares seraient détruites par l'intense préparation d'artillerie effectuée dans la nuit du 16 septembre ; mais les fortifications résistèrent au bombardement et les Bulgares ne subirent que des pertes légères (9 morts et 40 blessés). Ils purent donc riposter efficacement lors de l'attaque, causant de nombreuses victimes.

## Retraite bulgare

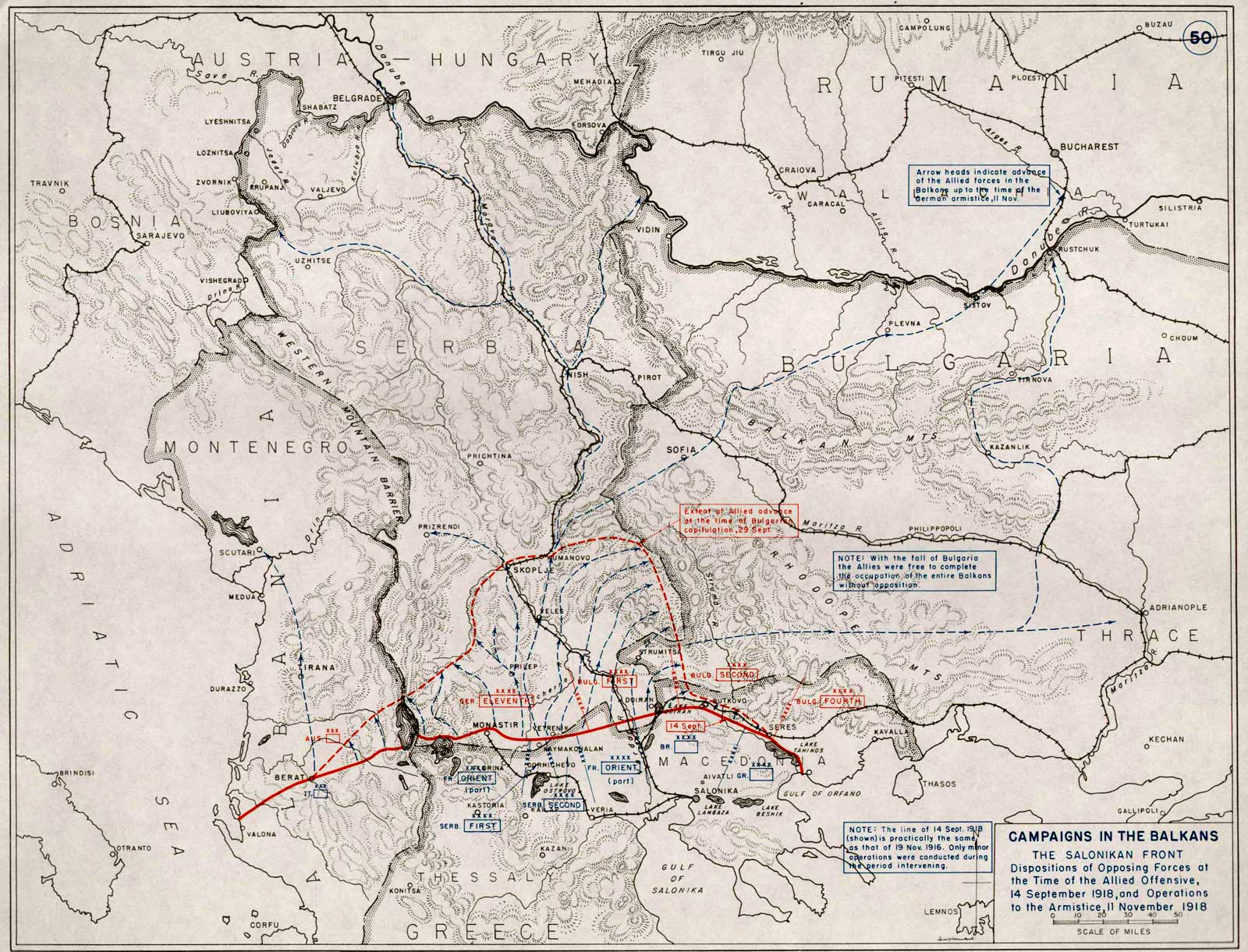
L'avancée allié.

À la fin du premier jour de combats, les Alliés n’ont gagné qu’une petite portion de terrain grâce à l’action des forces grecques.
Le jour suivant, la 65e brigade attaque Pip Ridge mais l’assaut aboutit à un nouvel échec et coûte la vie à la moitié des soldats alliés impliqués. Les assaillants attaquent alors la ville de Dojran et quelques-unes des collines qui l’entourent. Cependant, les Bulgares sont peu affectés par la perte de la ville, qui n’abritait que quelques troupes de garnison, et ils l’abandonnent pour mieux se retrancher derrière leurs fortifications. Le commandement bulgare tente ainsi de reconstituer un front plus au Nord, mais le 22, le front est irrémédiablement rompu, obligeant le Reich et la double monarchie à acheminer en urgence des renforts sur le front des Balkans, afin d'étayer un front à reconstituer.
En dépit de ces succès très limités, l'attaque a rempli son rôle de diversion. En effet, elle empêche des transferts de troupes en direction de la vallée du Vardar, et empêche la compréhension globale de l'offensive par les stratèges des puissances centrales.
La victoire des Français et des Serbes face aux Austro-Allemands et aux Bulgares en Macédoine modifie toutefois le rapport de force stratégique en Thrace, entre les unités ottomanes et les forces alliées. De fait, lorsque les conseillers allemands apprennent les pointes d'unités alliés dans la vallée du Vardar et leur avancée en direction de Dojran, ils ordonnent aux Bulgares de battre en retraite.

## Conséquences
Le front rompu, les troupes franco-serbes marchent sur la Macédoine, sur Uskub, menaçant les communications de l'armée, entraînant la demande d'armistice bulgare, dont les clauses sont à peine discutées par les représentants du pays vaincu, aboutissant à la signature, le lendemain, d'un armistice à Thessalonique. Les puissances centrales tentent néanmoins d'acheminer des renforts, afin de garantir le maintien de la Bulgarie au sein de l'alliance organisée par le Reich, mais, devant la rapidité de l'avance alliée, les militaires germano-austro-hongrois ne peuvent que constater leur impuissance.
La demande d'armistice bulgare est certes la principale des conséquences, mais le changement de nature de la guerre en Albanie oblige le commandant austro-hongrois des troupes des puissances centrales en Albanie à modifier ses plans : en effet, durant le mois de septembre 1918, Karl von Pflanzer-Baltin, isolé en Albanie et en pleine préparation de son offensive contre Valona, trouve ses unités mises à mal par la percée franco-serbe et doit renoncer à ses projets offensifs, afin d'organiser une retraite rapide des unités placées sous son commandement. De plus, la défection bulgare pousse les responsables allemands, Paul von Hindenburg et Erich Ludendorff à exiger du cabinet du Reich, le principal État soutien des puissances centrales, l'ouverture de négociations d'armistice entre le Reich et les Alliés.
La conclusion de cet armistice, ses clauses, oblige les puissances centrales à tenter de reconstituer un front en Serbie, mais, devant la rapidité de l'avance franco-serbe et la menace directe qui pèse sur Constantinople depuis la défection bulgare, l'Empire ottoman se voit lui aussi obligé de demander l'ouverture de négociations d'armistice dès le 8 octobre.

## Dans la culture
La chanson The Valley of Death du groupe de power métal suédois Sabaton raconte l'histoire de la bataille de Doiran.